# SN 2002av
SN 2002av – supernowa typu Ia odkryta 8 lutego 2002 roku w galaktyce E489-G07. W momencie odkrycia miała maksymalną jasność 17,70m.